# Alchemilla bonae
Alchemilla bonae es una especie de planta del género Alchemilla, perteneciente a la familia Rosaceae.

## Taxonomía
Alchemilla bonae fue descrita por S. E. Fröhner en 2005.

## Distribución
Se encuentra en el territorio de Austria e Italia.